# 副作用
副作用 （ふくさよう、英: side effect） とは、医薬品あるいは医療的処置の、副次的あるいは望ましくない作用のこと。
医薬品の使用、あるいは医療的処置に伴って生じた、治療者や患者が望んでいない作用全般のことである。（「副作用」と対比して、治療目的にかなった作用、治療者が本来望んでいた作用のほうは「主作用」や「薬効」と呼ぶ。）。
狭義には、医薬品の使用に伴って発現した好ましくないできごとのうち当該医薬品との因果関係が否定できないものを指す。この好ましくない作用を厳密に指す場合には、薬物有害反応（英: adverse drug reaction、ADR）の用語が用いられる。一般に副作用といった場合には、両者が混合して用いられている。その他の定義については、定義節にて触れる。
特に副作用が強く、安全な使用に注意が必要とされる医薬品はハイリスク薬と呼ばれる。副作用の発生率は、実際の臨床では、服用量や併用薬や既往歴、また期間といった条件によって異なってくる。医薬品の添付文書における副作用の発生率の記載は、治験の条件においてのことであり、実際の利用のされ方によっては、それよりも高まる。

## 概念の歴史
最初は医療者の立場にもとづく概念が先行し、医薬品の生体に対する作用のうち、治療の目的に利用される作用を「主作用」とし、対して治療に不要な、あるいは障害となるような作用を「副作用」とする考え方が一般的であった。その後、患者の側に立った見解が採用され、医薬品の使用によって生体に生じた有害な反応すべてを含む用語として用いられることが多くなった。
基本的には、副作用の語は、医薬品との因果関係が想定されるものに対して用いる。因果関係の有無を問わず、単に医薬品の使用によって生じたあらゆる好ましくないできごとは有害事象と呼び、これはより包括的な概念である。
新しい包括的な概念が登場したのは、医薬品の安全性を確保するため、つまり重大な副作用が発生することを未然に防ぐためである。そのためには副作用情報を集める必要があるが、そのためにまず情報源である医師が副作用の可能性に気づき、その情報が報告される必要がある。医薬品と副作用の因果関係を統計的（疫学的）に証明するには、大集団による対照群を用意する厳密な実験（対照実験）が必要になることが多く、長い月日がかかってしまう。
実際の臨床では、一人の医師が好ましくない症状の原因が医薬品にあるのかを判定していくことは困難である。もし臨床現場のひとりの医師にとって因果関係が証明が「できる/できない」と線引きをしてしまっては、医師は副作用が疑われる症状を認識および報告できず、報告が各機関へ上がらなければ、副作用を引き起こしている可能性がある医薬品への対処も調査もできない。結果として重大な副作用による被害者が拡大するため、こうした事態を防ぐために、因果関係の証明を必要としない新たな概念が用いられるようになってきている。

## 定義
副作用には分類されないものも含めた関連用語の定義を以下に示す。

### 副作用
副作用（en:side effect）は、主たる作用（主作用）と対比される作用。従来の、古くからある意味での副作用である。望ましくない作用、という意味は含まない。

### 有害反応
有害反応 （en:adverse drug reaction、ADR）は、薬物の使用によって生じた良くない作用のうち因果関係が否定できないもの。薬物有害反応とも。望ましくない作用、という意味を含み、狭義の副作用である。
世界保健機関（WHO）では、各国での副作用症例に関する情報を収集するために1986年から「WHO国際医薬品モニタリング制度」というものを実施しているが、ここでの有害反応（adverse reaction）の定義は、「有害かつ意図されない反応で、疾病の予防、診断、治療または身体的機能の修正のために人に通常用いられる量で発現する作用」と定義されている。ここでは誤って過量に摂取したり、自殺目的で使用して現れた反応は除外されている。

### 有害事象
有害事象 （ゆうがいじしょう、en:adverse event、AE）は、薬の使用者に発生した医学的に好ましくない事象。因果関係の有無は問わない。
臨床医学では、因果関係の否定できない副作用と有害反応、因果関係の有無を問わない有害事象を明確に呼び分ける。医療行政では医薬品医療機器等法等の条文に副作用の語が用いられているため、医薬品承認申請など、臨床医学と医療行政の接点では用語の混乱が見られる。
「副作用」は「医薬品そのもの」に着目した用語であるのに対し、「有害事象」は医薬品を投与された「人間」に着目した用語である。すなわち、医薬品との関連性が考えにくい事象（例えば、運転を誤った車が歩道に乗り上げ、たまたま歩道を歩いていた患者（医薬品の服用者）が受傷したような場合）であっても、「医薬品を服用中の人物に発生した好ましくない事象」である限り「有害事象」とされる。これは、一見、偶発的と思われるような未知の副作用を漏れなく拾い上げるために重要な考え方であり、症例数が蓄積されることにより、偶発的と思われた事象の中から未知の副作用を発見することが可能となる。
アメリカ食品医薬品局 (FDA) は、薬物と反応の因果関係の有無を問わず、「薬物療法に伴って生じた全ての好ましくない反応」を有害な薬物経験に分類している。

### 薬害
薬害は、不適切な医薬品行政の結果、有害事象が広く社会的に発生する現象。

### 副反応
副反応は、ウイルスや細菌またはその構成成分から作られるワクチンによる、目的以外の作用。

### 薬物中毒
薬物中毒は、薬物による過剰な毒の作用が生じている状態である。細菌によるものではない。
日本の法律上の中毒（en:addiction）は、医学用語と異なるため、嗜癖や薬物依存症にて説明する。また、中毒学会が扱う範囲は毒性学（toxicology）である。

## 原因
- （毒性や標的非選択性など）医薬品自体の特性
- 生体内で医薬品が代謝され失活された化合物の特性
- 身体の持つ自律的な調節システム（「恒常性」あるいは「自己治癒力」）の変調
- 医薬品に含まれた不純物の特性

## 発現機序
- 目的とする作用が予測を超えて生じる[9]
- 望まない作用が予測を超えて現れる場合[9]
- 患者の代謝のバラツキにより、体内の血中濃度が予測を上回る[9]
- 他の医薬品などとの相互作用[9]
- 患者のアレルギー体質などの素因[9]

## 変動因子
治験における副作用の出現頻度は用量、併用薬、年齢、薬疹の既往歴といった様々な要因によって変化しうる。
用量だけを見ても異なってくる。期間も重要であり、ゾルピデムやゾピクロンでは、2週間程度の臨床試験では離脱症状は生じないが、平均7.4カ月の使用では20〜38%に3つ以上の離脱症状が生じる。

## 医薬品区分

用量反応関係

薬の量と、効果または副作用の発症率は、治験にて用量反応関係が導き出されており、それに従って用法用量が定められる。一定の量から効果は頭打ちになったあと、今度は副作用の発症率が高まってくる。
有効域と有毒域が近い薬は、医薬品医療機器等法（旧・薬事法）によって毒薬、劇薬に定められており、乱用されやすい薬は同・習慣性医薬品や、麻薬及び向精神薬取締法による麻薬や向精神薬の指定がある。
そうした特に副作用に注意が必要な医薬品は、薬剤師の業務において管理指導加算がなされ、通称ハイリスク薬と呼ばれている。
医薬部外品はそうした強い作用への注意が不要であるため、一般店頭で購入が可能である。

## 副作用に注意すべき集団
必要な注意は、医薬品の添付文書に記載されている。
妊婦および授乳婦
胎児や乳児にまで続発的に影響が及ぶ。妊婦や授乳婦は一般に治験に参加せず、また市販後の有害事象も報告数は限られているため、安全性データはしばしば不十分。
高齢者
一般に代謝・排泄が低く、体液量が少なく、キャリア蛋白量が少ないことから医薬品の効果・副作用が共に大きくなりやすい。
小児
代謝や排泄が未熟で、体重は少なく、医薬品に対する感受性が高く、キャリア蛋白量が少ないことから、体重に応じて投与量を調節しても副作用も大きくなることがある。
肝機能障害
肝臓に代謝される多くの薬物は、肝機能の低下により血中濃度が高くなる場合がある。高齢者も肝機能は低下している。

## 日本で社会問題化した副作用の例
日本で社会的に注目された副作用の事例には次のようなものがある。ペニシリンによるショック、サリドマイドが引き起こした先天異常、クロロキンによる視覚障害、キノホルムによるスモン、アンプルに入った風邪薬によるショック などである。
また、生体と物質との相互作用は複雑かつ多岐に渡り、短期間である臨床試験を通過した後に、死亡などの副作用が発覚し、市場から撤退するということもある。その全てが解明されているわけでもなく、投与した外来物質の作用を全て予測することができているわけでもない。
副作用に関する責任問題を回避するため、日本のテレビやラジオでの医薬品（内服薬）のコマーシャルでは、「この薬は使用上の注意を守り、正しくお使い下さい。特にアレルギー体質の方は医師や薬剤師にご相談下さい」と表示、あるいは読み上げられ、テレビでは「アレルギー体質」の部分が赤色で強調されている。パッケージ内部の説明書には、同様にアレルギー体質者以外に、妊婦などを対象に医師や薬剤師に相談する旨の表示がされていることが多い。

## 副作用の報告制度
論文雑誌で報告され追試によって確認されただけでは、日本の医薬品の添付文書に副作用として掲載されるのではなくて、製薬会社が掲載するか、あるいは、症例1つ1つを報告するという非常に手間のかかる日本の副作用報告制度を利用する必要がある。

## 判決
1996年1月23日の日本の最高裁判決は、合理的な理由のないまま添付文書に記載された注意に従わず発生した事故については、医師の過失が推定されるとしている。2002年11月8日最高裁判決は、向精神薬の副作用について最新の添付文書を確認し必要に応じ文献を参照するなど最新の情報を収集する義務があり、当該裁判においてはフェノバルビタールによるスティーブンス・ジョンソン症候群を予見し回避する義務があったとされた。

## 副作用の利用
本来「副作用」とされていたものを「効能」と謳って商品化した薬剤としては、ドリエルが挙げられる。鎮痒剤やアレルギー性鼻炎の治療薬（興和新薬のレスタミン、成分ジフェンヒドラミン）や乗り物酔いの予防薬（エーザイのトラベルミン、成分ジフェンヒドラミン）として用いられるジフェンヒドラミンの副作用として眠気が知られており、これらの薬剤には「服用後は車の運転など危険を伴う作業を行わないこと」との注意書きがされている。この副作用はインペアード・パフォーマンス（あるいは鈍脳）として知られ、認知機能低下や交通事故につながるために使用の注意が喚起されている。エスエス製薬から発売された睡眠改善薬ドリエルはこの副作用を利用している。
勃起不全薬のシルデナフィル（商標名バイアグラ）も、元々は狭心症の治療薬として開発が進められていたものが、開発の過程で副作用としての勃起不全への効果が発見され、最終的には勃起不全薬として発売された経緯がある。